# Tettenweis
Tettenweis é um município da Alemanha, no distrito de Passau, na região administrativa de Niederbayern , estado de Baviera.